# Albero

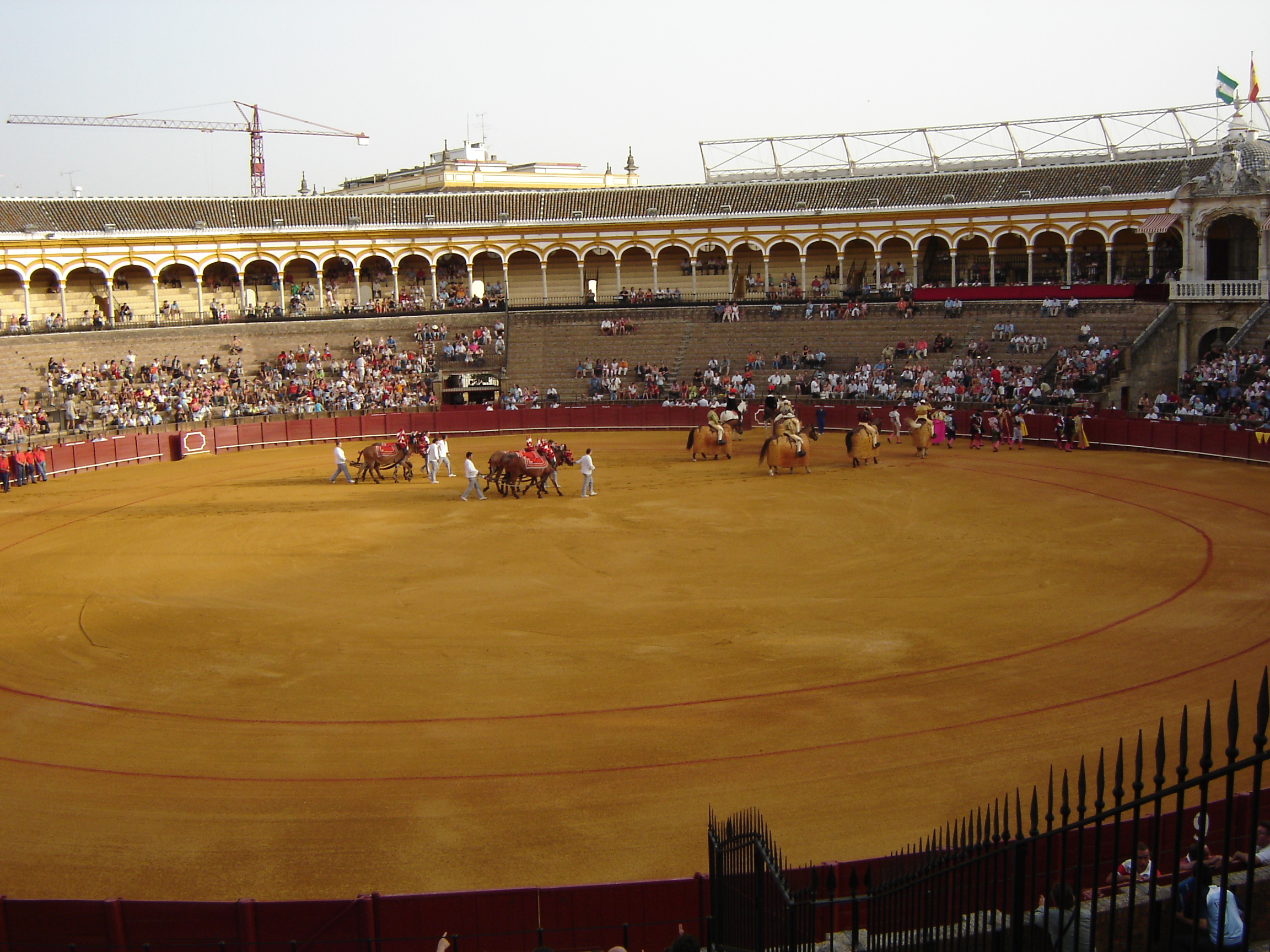
Albero cobrindo o círculo de uma praça de touros da Espanha.

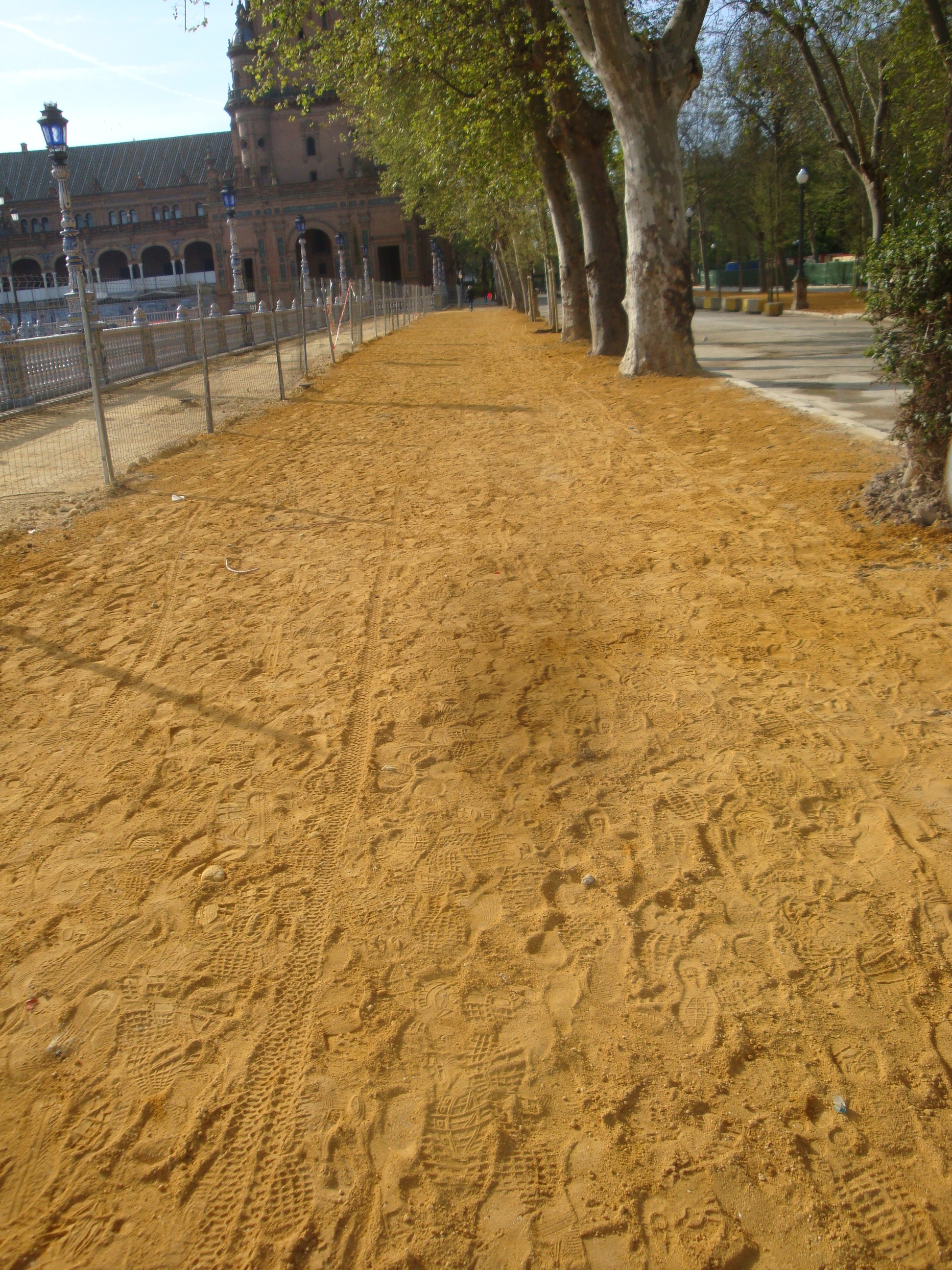
Albero cobrindo uma área de uma praça.

O albero é uma rocha sedimentar de origem orgânica e de cor amarelada, comumente usada em praça de touros e em jardins. Em algumas composições, pode ser visto restos de conchas fósseis de animais marinhos, como se a área à qual pertence tivesse sido coberta pelo mar.
Uma vez pulverizada e transformada, ela pode ser usada para preenchimento e cimentação (estradas, prédios). Na China, pode se encontrada na bacia do Rio Amarelo, que leva o seu nome por conta da pigmentação da pedra. Possui uma alta permeabilidade.